# Alt Empordà

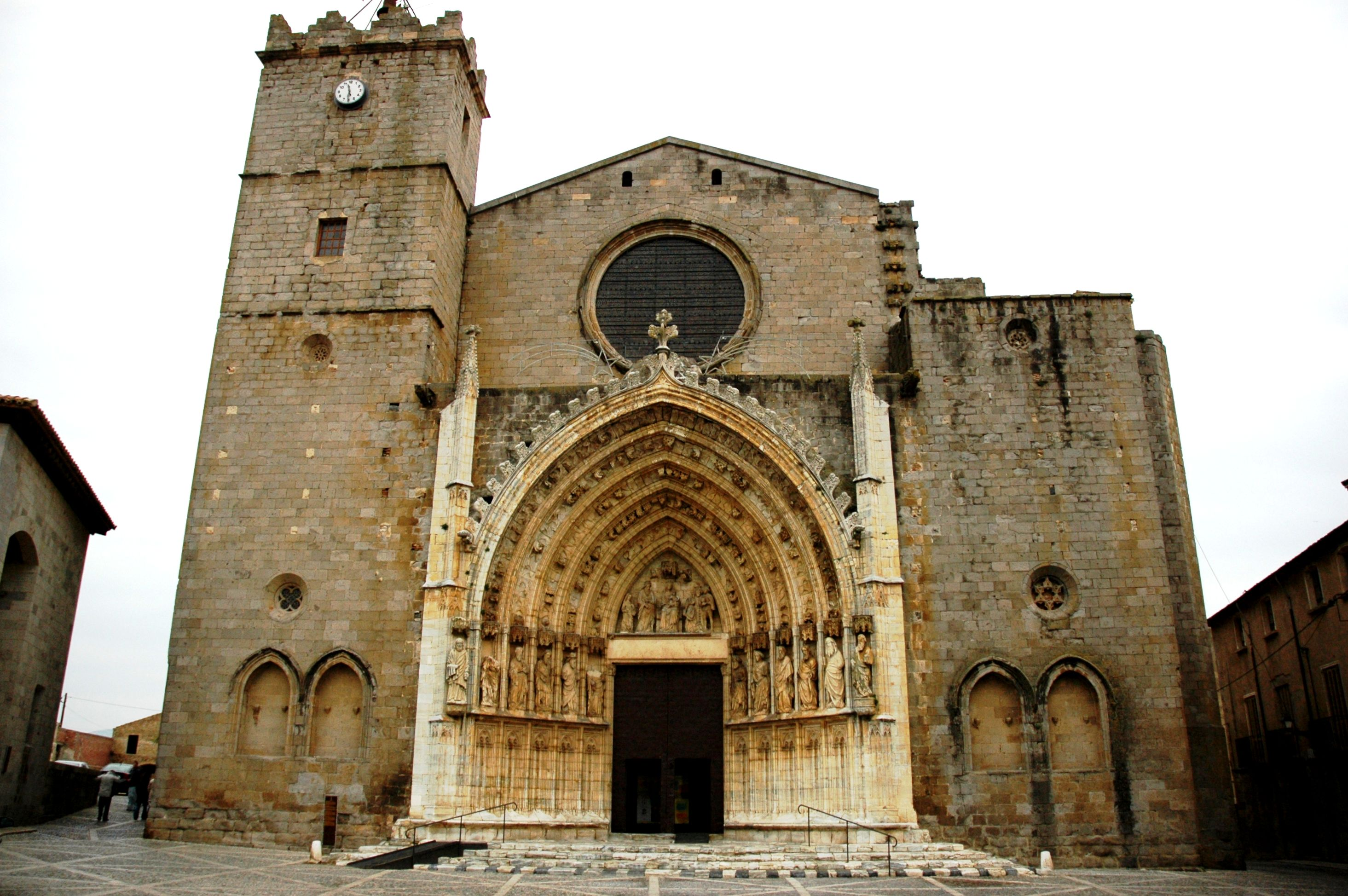
Santa Maria de Castelló d'Empúries i grevskapet Alt Empordà.

Alt Empordà är ett grevskap, comarca, i nordöstra Katalonien, i Spanien. Det är det ena av de båda comarques från uppdelningen av Empordà 1936, det andra är Baix Empordà.
Huvudstaden i grevskapet heter Figueres, med 45 123 invånare 2013.

## Kommuner
Alt Empordà är uppdelat i 68 kommuner, municipis.

- Agullana
- Albanyà
- L'Armentera
- Avinyonet de Puigventós
- Biure
- Boadella d'Empordà
- Borrassà
- Bàscara
- Cabanelles
- Cabanes
- Cadaqués
- Cantallops
- Capmany
- Castelló d'Empúries
- Cistella
- Colera
- Darnius
- L'Escala
- Espolla
- El Far d'Empordà
- Figueres
- Fortià
- Garriguella
- Garrigàs
- La Jonquera
- Lladó
- Llançà
- Llers
- Masarac
- Maçanet de Cabrenys
- Mollet de Peralada
- Navata
- Ordis
- Palau de Santa Eulàlia
- Palau-saverdera
- Pau
- Pedret i Marzà
- Peralada
- Pont de Molins
- Pontós
- El Port de la Selva
- Portbou
- Rabós
- Riumors
- Roses
- Sant Climent Sescebes
- Sant Llorenç de la Muga
- Sant Miquel de Fluvià
- Sant Mori
- Sant Pere Pescador
- Santa Llogaia d'Àlguema
- Saus, Camallera i Llampaies
- La Selva de Mar
- Siurana
- Terrades
- Torroella de Fluvià
- La Vajol
- Ventalló
- Vila-sacra
- Vilabertran
- Viladamat
- Vilafant
- Vilajuïga
- Vilamacolum
- Vilamalla
- Vilamaniscle
- Vilanant
- Vilaür